# Холокост в Гродненском районе
Холокост в Гро́дненском районе — систематическое преследование и уничтожение евреев на территории Гродненского района Гродненской области оккупационными властями нацистской Германии и коллаборационистами в 1941—1944 годах во время Второй мировой войны, в рамках политики «Окончательного решения еврейского вопроса» — составная часть Холокоста в Белоруссии и Катастрофы европейского еврейства.

## Геноцид евреев в районе
Гродненский район был полностью оккупирован немецкими войсками в июле 1941 года, и оккупация продлилась более трёх лет — до июля 1944 года. Нацисты перекроили Гродненский район на 3 части, административно отнесённые: город Гродно, Волковысский, Зельвенский, Мостовский, Щучинский и Свислочский районы — в состав территории округа Белосток провинции Восточная Пруссия, Лидский, новогрудский и Слонимский районы — в состав генерального округа Белорутения рейхскомиссариата «Остланд», Ошмянский, Островецкий и Сморгонский районы — в состав генерального округа «Литва» рейхскомиссариата «Остланд».
Во всех крупных деревнях района были созданы районные (волостные) управы и полицейские гарнизоны из белорусских и польских коллаборационистов.
Для осуществления политики геноцида и проведения карательных операций сразу вслед за войсками в район прибыли карательные подразделения войск СС, айнзатцгруппы, зондеркоманды, тайная полевая полиция (ГФП), полиция безопасности и СД, жандармерия и гестапо.
Одновременно с оккупацией нацисты и их приспешники начали поголовное уничтожение евреев. «Акции» (таким эвфемизмом гитлеровцы называли организованные ими массовые убийства) повторялись множество раз во многих местах. В тех населенных пунктах, где евреев убили не сразу, их содержали в условиях гетто вплоть до полного уничтожения, используя на тяжелых и грязных принудительных работах, от чего многие узники умерли от непосильных нагрузок в условиях постоянного голода и отсутствия медицинской помощи. За помощь евреям полагался расстрел.
В рамках «окончательного решения еврейского вопроса» нацисты запланировали осуществлять массовые убийства евреев Гродненского района частью на территории Белостокского генерального округа, а частью в лагерях смерти генерал-губернаторства — Освенциме, Собиборе, Треблинке. Евреев не успевали вывозить из местечек в лагеря смерти, и поэтому частично размещали в транзитных лагерях, — например, только в лагерь в Колбасино, где уже не было военнопленных, в декабре 1942 года привезли около 30 000 евреев, и всех их вскоре убили.
На всей оккупированной территории была организована непрерывная антисемитская пропаганда. За время оккупации практически все евреи Гродненского района были убиты, а немногие спасшиеся в большинстве воевали впоследствии в партизанских отрядах.

## Гетто
Оккупационные власти под страхом смерти запретили евреям снимать желтые латы или шестиконечные звезды (опознавательные знаки на верхней одежде), выходить из гетто без специального разрешения, менять место проживания и квартиру внутри гетто, ходить по тротуарам, пользоваться общественным транспортом, находиться на территории парков и общественных мест, посещать школы.
Немцы, реализуя нацистскую программу уничтожения евреев, создали на территории района 8 гетто.

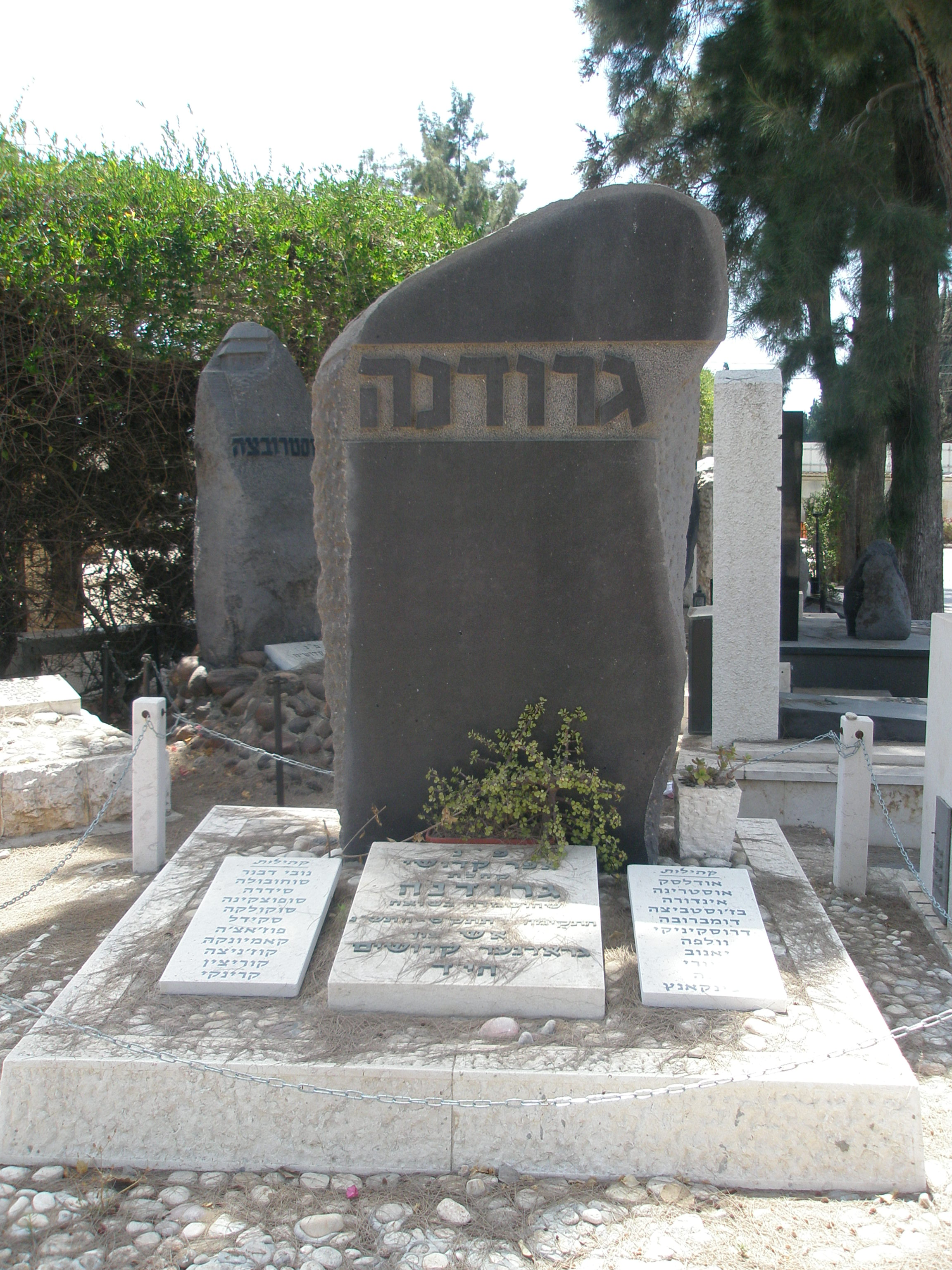
Камень в память убитых во время Катастрофы евреев Гродно на кладбище «Кирьят Шауль» в Тель-Авиве

### Голынка
В деревне Голынка (Липск) нацисты в августе-сентябре 1941 года создали гетто, согнав туда первоначально 109 евреев.
Гетто просуществовало до февраля-марта 1943 года. Не позднее 5 марта 1943 года немцы и коллаборационисты убили всех его узников.
В 1964 году на месте убийства 386 евреев в деревне Голынка 21 декабря 1942 года установлен памятник «советским гражданам», в надписи на котором евреи не упоминаются.
Сохранились архивные документы по гетто в Голынке.

### Гродно (2)
В двух Гродненских гетто (ноябрь 1941 — май 1943) были замучены, убиты и отправлены на уничтожение в лагеря смерти около 30 000 евреев.

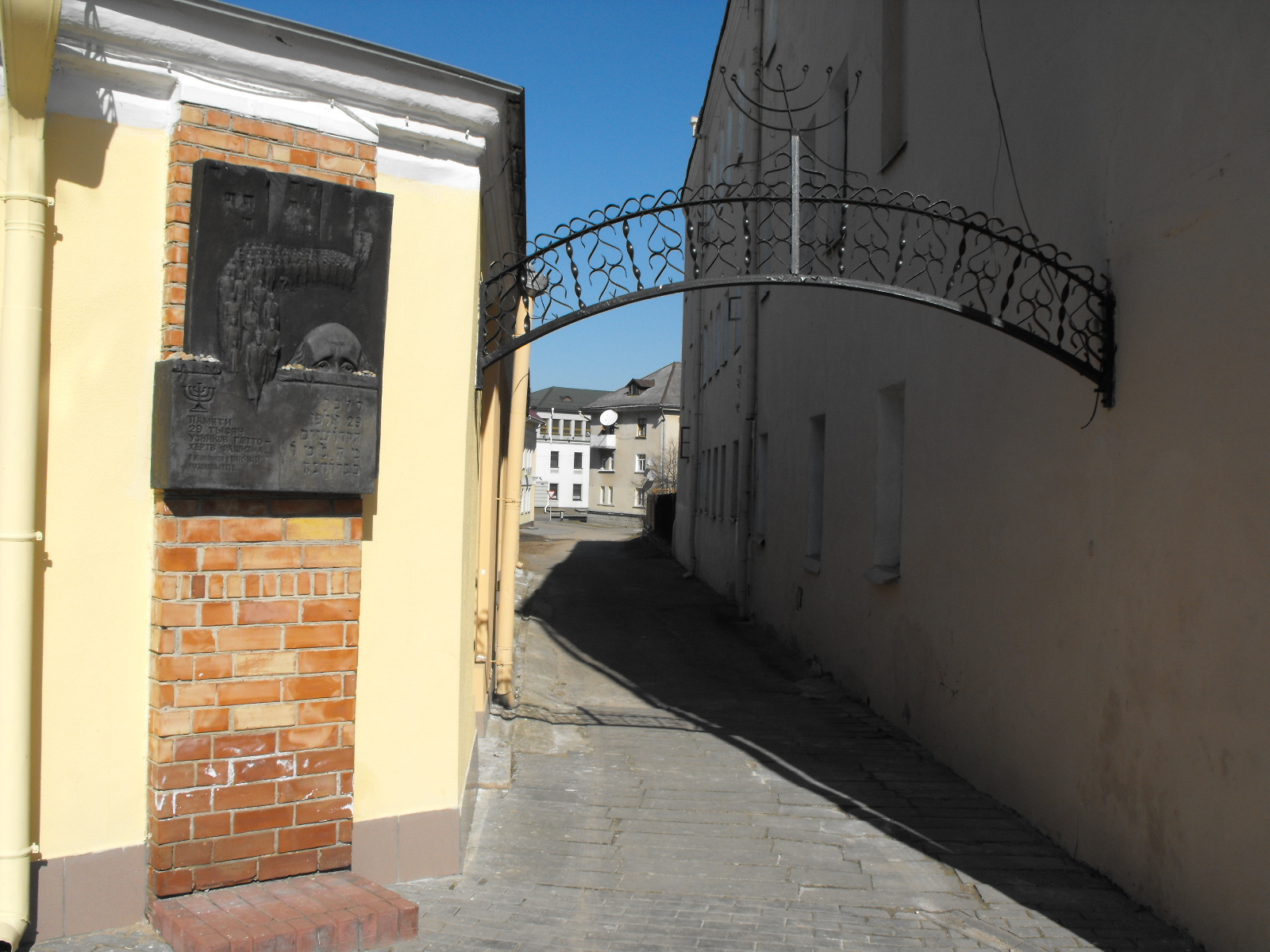
Памятная табличка на входе в бывшее гетто Гродно

### Индура
Немцы захватили деревню Индура в конце июня 1941 года, и оккупация продлилась до 14 (27) июля 1944 года. Перед войной, в 1939 году, в деревне жили 2500 евреев. После оккупации, в августе-сентябре 1941 года, евреев согнали в гетто, в котором оказались около 2000 человек. 2 ноября 1942 года узников переместили в транзитный лагерь Колбасино, откуда отправили в лагеря смерти Треблинка и Освенцим.

### Озёры
В деревне Озёры в августе-сентябре 1941 года нацисты создали гетто, согнав туда 1370 евреев. В гетто также были переселены 40 евреев из деревни Петково и неизвестное число евреев из деревень Новый Двор, Эйжишки, Поречье и Василишки.
Узников использовали на принудительных работах, а за невыполнение выработки отправляли в наказание на две недели в штрафной лагерь.
Гетто просуществовало до февраля-марта 1943 года. Не позднее 5 марта 1943 года немцы и полицаи убили всех его узников.
По другим данным, в июне 1942 года партизанский отряд под командованием Г. М. Картухина уничтожил немецкий гарнизон в Озёрах, и бойцы отряда открыли ворота гетто, в которое нацисты согнали около 8000 евреев. По свидетельству партизана А. А. Потапова, участника этих событий: «К сожалению, с нами пошло только 17 человек, а большинство людей не поверили, что будут уничтожены, и остались на месте. А через два месяца все население гетто было вывезено и уничтожено под Гродно».
Также имеются данные, что 2 ноября 1942 года узники были депортированы в транзитный лагер Колбасино, а оттуда — в лагеря смерти Треблинка и Освенцим.
Сохранились архивные документы по гетто в Озёрах.

### Поречье
Деревня Поречье была захвачена немцами в первые дни войны, и оккупация продлилась до 24 июля 1944 года.
После оккупации нацисты согнали евреев деревни в гетто.
Не позднее 5 марта 1943 года немцы и полицаи убили всех его узников — 234 еврея.
Сохранились архивные документы по гетто в Поречье.

### Скидель
Посёлок Скидель находился под немецкой оккупацией более 3-х лет — с 27 июня 1941 года до 14 (13) июля 1944 года.
После оккупации нацисты создали в посёлке гетто, просуществовавшее до февраля-марта 1943 года.
В 1942 году часть евреев из гетто в Скиделе вывезли в Колбасинский транзитный лагерь.
Во время уничтожения гетто, не позднее 5 марта 1943 года, немцы и белорусские полицаи вывезли всех 2330 евреев в лагеря смерти, где всех, в большинстве женщин и детей, убили.
Сохранились архивные документы о Скидельском гетто.
В 1957 году на братской могиле воинов и партизан был установлен памятник, на котором позднее также было написано про 2330 убитых евреев. В 2004 году на месте, где находилось гетто, был установлен мемориальный камень-валун.

### Сопоцкин
Посёлок Сопоцкин (Сопоцкино) находился под немецкой оккупацией 3 года и 1 месяц — с 22 июня 1941 года до 18 июля 1944 года.
В августе-сентябре 1941 года нацисты создали в посёлке юденрат во главе с С. Дворским и гетто, согнав туда 539 (639) евреев. Евреев избивали, вешали и расстреливали за малейшую «провинность».
2 ноября 1942 года часть евреев из гетто в Сопоцкине вывезли в Колбасинский транзитный лагерь.
Гетто просуществовало до февраля-марта 1943 года. Во время уничтожения гетто, не позднее 5 марта 1943 года, немцы и полицейские убили всех его узников.
Сохранились архивные документы о гетто в Сопоцкине.

## Случаи спасения и «Праведники народов мира»
В Гродненском районе 51 человек был удостоен почетного звания «Праведник народов мира» от израильского Мемориального комплекса Катастрофы и героизма еврейского народа «Яд Вашем» «в знак глубочайшей признательности за помощь, оказанную еврейскому народу в годы Второй мировой войны».
- Хармушко Павел — им были спасены Файерштайн, Липшик Яков и Елена, Берг, семья Лахер и другие евреи в деревне Лососна[50];
- Цивинская Кристина и Юрковская (Цивинская) Данута — ими были спасены Ильин Эфраим и его дочь Белла в Гродно[51];
- Фалейчик Петр и Софья — ими были спасены Библович Альтер и Рахель в деревне Кадыш[52];
- Мартинек Генрих и Галина — ими была спасена Гершович Мирьям в Гродно[53];
- Сорока Тадеуш — им были спасены Липшиц Гершль, Шнайдер Лютек, Нусбаум Лиза и Берусек, Деречинский Арон в Гродно[54];
- Толочко Зигмунт, Катажина, Казимир, Толочко (Васильева) Вацлава — ими были спасены Фурье Борис и Хацкель в деревне Александрово[55];
- Воланские Валериан и Эмилия — ими был спасен Майзель Богуслав в Гродно[56];
- Пухальские Ян и Анна, Багинская (Пухальская) Ирена, Мацеевская (Пухальская) Кристина, Казимерчик (Пухальская) Сабина — ими были спасены Фрейдович Сендер, Зандман Феликс, Басс Голда и Мотель в деревне Лососна[57];
- Шиманские Петр, Элеонора, Витольд, Чеслав, Ирена — ими были спасены Тарловский Абба, его дочь Рахель, Ильин Эфраим, его дочь Белла, Пересецкий Юзеф в деревне Гожа[58];
- Романчук Антоний и Витольд — ими были спасены Биклес Арье и Якуб в поселке Сопоцкин[59];
- Быковские Антон, Владислава, Станислав, Островская (Быковская) Галина, Рачкель (Быковская) Генрика — ими была спасена Библович Люба в деревне Новосады[60];
- Янулевич Болеслав-отец, Болеслав-сын, Бабаровская (Янулевич) Леокадия — ими были спасены Грозальские Лейзер и Сима в Гродно[61];
- Неведзкая София-мать, София-дочь, Ирена — ими была спасена Стажевская Эстер в Гродно[62];
- Гавроник Иосиф и Стефания — ими были спасены семьи Шиф и Ворошильских в деревне Новоселки[63];
- Кучинский Александр и Кристина — ими был спасен Рабинович Иегуда в Гродно[64];
- Кариевы Ян и Екатерина — ими был спасен Жуковский Соломон в деревне Лососна[65];
- Литвинчик Болеслав и Станислава — ими был спасен Петрович Сергей (Шапиро Хаим) в деревне Тужевляны[66];
- Наумюк Александр, Надежда, Петр — ими был спасен Зарецкий Иона в Гродно[67];
- Матюкевич Константин — им были спасены Куклянский Саул и его дети в деревне Свентоянск[68];
- Мацкевич Казимир и Татьяна — ими были спасены Виницкие Едидия и Фрида, их дочери Сольницкая (Виницкая) Поля и Сруго (Виницкая) Бела, Хундерт (Кравец) Лиля, Сольницкий Янек в деревне Куколи[69];

## Память
Опубликованы неполные списки убитых в Гродненской области евреев.
Памятники жертвам геноцида евреев установлены в Гродно, Скиделе и Голынке.